# キンキン広場
座標: 北緯35度41分32秒 東経139度45分44.4秒 / 北緯35.69222度 東経139.762333度
キンキン広場（キンキンひろば）とは、東京都千代田区神田錦町3丁目にある広場・遊び場。都市再生機構が所有し、周辺地域の再開発に向けて暫定的に開放している。

## 概説
駐車場だった敷地を平成31年（2019年）2月に改修し、現在の形になった。名称の「キンキン」は「神田錦町」の「錦」と「ご近所付き合いが活発になるように」の「近」を合わせたもの。
周囲の地権者との間で市街地再開発事業を進めるに当たり、話し合いが済むまで地域コミュニティーの形成に役立てようと設置された。

約76㎡の園内には、パンダを模した遊具が1台だけ置かれている。遊具が1台のみなのは安全面を考慮したためである。遊具の記載では3～6歳児を対象とし、常用荷重は40kgまで。パンダの採用理由は、地名の「神田（かんだ）」とのダジャレである。

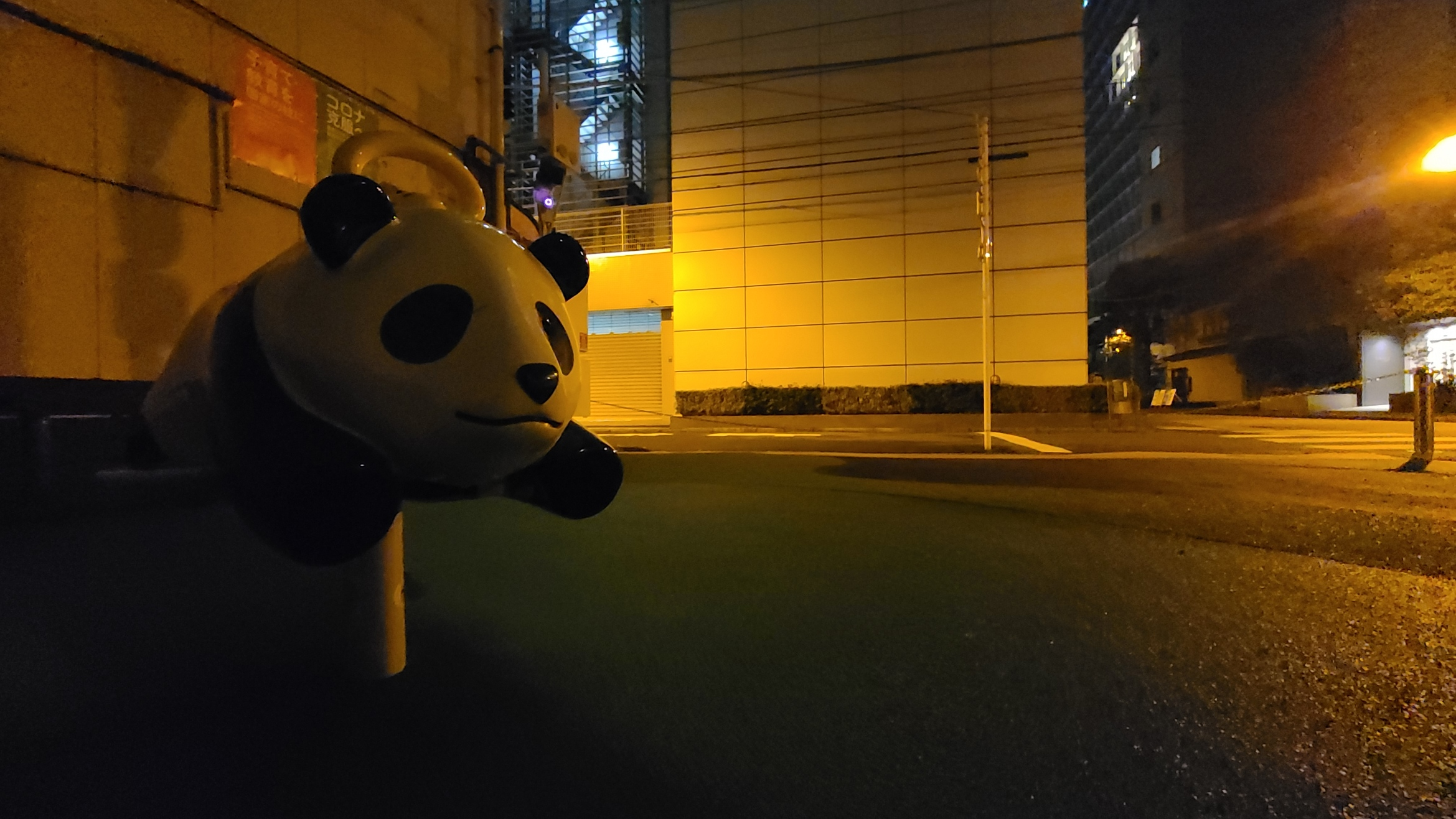
深夜のキンキン広場

神田のオフィス街で広場中央にパンダの遊具だけが置かれている光景は、その珍しさもからSNS等で「ストイックな公園」「シュールな広場」として話題となった。日テレNEWS24、月曜から夜ふかし、ナニコレ珍百景といったTV番組や、個人のYouTubeなどでも紹介されている。